# 杰里科

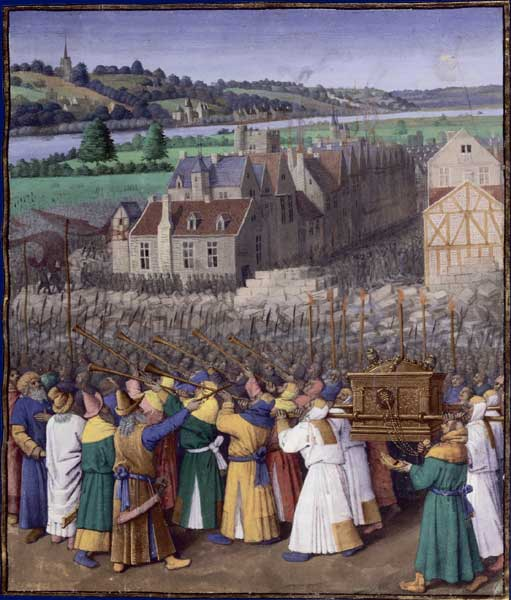
讓·富凱所繪的《奪取杰里科》

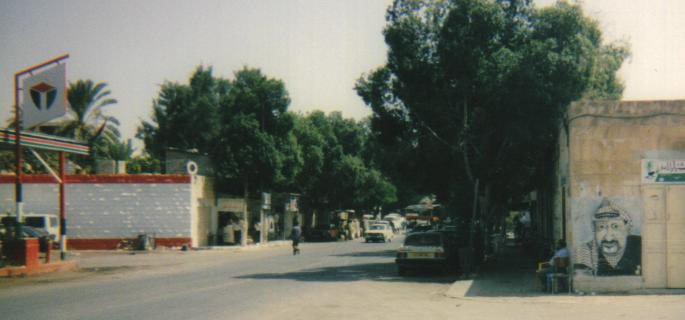
杰里科近市中心，1996年11月

杰里科（阿拉伯語：أريحا，羅馬化：Arīḥā，發音：[ʔaˈriːħaː] ⓘ，羅馬化：Yərīḥō，一作傑里科），是巴勒斯坦約旦河西岸的一個城市。杰里科是杰里科省的省會，目前為巴勒斯坦解放組織的法塔赫派系控制。根據2007年人口統計，杰里科有人口18,346名。而杰里科省是巴勒斯坦国西岸地区十一省之一，面积593平方公里，人口32,713。
杰里科位於耶路撒冷以北，是一個擁有超過三千年歷史的古城。但根據考古發現，早在1萬1千年前就已經有納圖夫人在這裡居住，被認為是最古老的有人居住持續至今城市之一。耶利哥是美索不达米亚地区第一个大型聚落，也是人类发掘出的最早的石质城墙的所在地。位於城市和其周圍的豐富泉水在這數千年來吸引不少人來居住。
在《聖經·舊約全書》申命記34章第3節就以「棕樹城耶利哥」來形容這裡。在過去，由於耶利哥城有充足的水源，而且位於死海北岸至地中海與加利利至耶路撒冷兩條路線之間，所以經濟與貿易十分發達。

## 語源
「耶利哥」的名字無論是從希伯來語還是現代阿拉伯語，一樣源於迦南語的「Reaẖ」，意思就是「香氛」。
不過，亦有意見認為這個名字其實應該是原於迦南語的另一個字「Yareaẖ」，意思就是「月亮」或「月神」，而歷史學家亦已知道古時當地是月神信仰的中心。

## 外部連結
- Telepherique & Sultan Tourist Center （页面存档备份，存于）
- Jericho Municipality Official Website
- Ancient Jericho (Tell Sultan) （页面存档备份，存于）
- Resources on Biblical Archaeology
- Archaelogical History of Jericho
- The walls of Jericho fell in 1550 BCE （页面存档备份，存于）

31°51′N 35°28′E / 31.850°N 35.467°E